# Pro Evolution Soccer 5
Pro Evolution Soccer 5 (in Giappone Winning Eleven 9, in America settentrionale World Soccer: Winning Eleven 9), spesso abbreviato in PES 5, è un videogioco a tema calcistico, quinto capitolo della serie Pro Evolution Soccer.
I testimonial del videogioco sono i calciatori Thierry Henry e John Terry nella versione internazionale e Gianluigi Buffon e l'arbitro Pierluigi Collina nella versione italiana.

## Nuove caratteristiche
Rispetto al predecessore Pro Evolution Soccer 4, sono state migliorate e rese più realistiche le meccaniche di gioco, così come è stata migliorata la grafica (in particolare la riproduzione dei volti dei calciatori) e l'intelligenza artificiale degli arbitri.
Inoltre sono state aggiunti due nuovi club originali: Chelsea e Arsenal.
Un'importante innovazione consiste nella compatibilità con un'altra piattaforma Sony, la PSP. Collegando infatti una PSP alla PlayStation 2 attraverso un cavo USB è per la prima volta possibile copiare il file opzioni del gioco dall'una all'altra piattaforma.
Il Campionato Master, modalità tra le più rilevanti del videogioco, non ha ricevuto profondi cambiamenti, eccezion fatta per qualche ritocco estetico e una maggior attenzione allo sviluppo delle abilità dei calciatori giovani. I club presenti sono pressoché gli stessi della versione precedente, con l'aggiunta delle licenze ufficiali di Rangers, Porto, Dinamo Kiev, Galatasaray, Celtic, Djurgårdens IF e Rosenborg, oltre che di Arsenal e Chelsea.

## Squadre di club

### Campionati con licenza
Serie A19 squadre con licenza (Ascoli, Chievo, Empoli, Fiorentina, Inter, Juventus, Lazio, Lecce, Livorno, Messina, Milan, Palermo, Parma, Reggina, Roma, Sampdoria, Siena, Treviso, Udinese), 1 squadra senza licenza (Teste di Moro/Cagliari), lega con licenza;
 Eredivisie18 squadre con licenza (Ajax, AZ Alkmaar, Den Haag, Heerenveen, Heracles Almelo, Feyenoord, Groningen, NAC Breda, N.E.C., PSV, Roosendaal, Roda JC, Sparta Rotterdam, Twente, Utrecht, Vitesse, Waalwijk, Willem II), lega con licenza;
 Liga20 squadre con licenza (Alavés, Athletic Bilbao, Atlético Madrid, Barcellona, Cádiz, Celta Vigo, Deportivo La Coruña, Espanyol, Getafe, Maiorca, Malaga, Osasuna, Racing Santander, Real Betis, Real Madrid, Real Sociedad, Real Zaragoza, Siviglia, Valencia, Villarreal), lega con licenza;

### Campionati senza licenza
FA Premier League2 squadre con licenza (Arsenal, Chelsea), 18 squadre senza licenza (East London/West Ham United, Lancashire Athletic/Wigan Athletic, Lancashire/Blackburn, Man Blue/Manchester City, Man Red/Manchester United, Merseyside Blue/Everton, Merseyside Red/Liverpool, Middlebrook/Bolton Wanderers, North East London/Tottenham Hotspur, Pompy/Portsmouth, South East London Reds/Charlton Athletic, Teesside/Middlesbrough, Tyneside/Newcastle United, Wearside/Sunderland, West London White/Fulham, West Midlands City/Birmingham City, West Midlands Stripes/West Bromwich Albion, West Midlands Village/Aston Villa), lega senza licenza.
 Bundesliga18 squadre senza licenza (Alm/Arminia Bielefeld, Autostadt/Wolfsburg, Domstadt/Köln, Fohlen/Borussia Mönchengladbach, Franken/Norimberga, Hanseaten/Amburgo, Hauptstadt/Hertha Berlino, Isar/Bayern Monaco, Karneval/Magonza, Neckar/Stoccarda, Niedersachsen/Hannover 96, Pfalz/Kaiserslautern, Rhein/Bayer Leverkusen, Rhein-Main/Eintracht Francoforte, Ruhr/Schalke 04, Stahlstadt/Duisburg, Weser/Werder Brema, Westfalen/Borussia Dortmund), lega senza licenza.
 Ligue 120 squadre senza licenza (Alpes Maritimes/Nice, Alsace/Strasburgo, Aquitaine/Bordeaux, Aube/Troyes, Azur/Monaco, Bouches du Rhone/Olympique Marsiglia, Bourgogne/Auxerre, Bretagne/Rennes, Corse Sud/Ajaccio, Franche-Comté/Sochaux, Garonne/Tolosa, Ile de France/Paris Saint-Germain, Loire Océan/Nantes, Meurthe-et-Moselle/Nancy, Moselle/Metz, Nord/Lens, Rhone/Lione, Pas de Calais/Lilla, Sarthe/Le Mans, Somesterrine/Saint-Étienne), lega senza licenza.

### Altre squadre con licenza
- Celtic
- Rangers
- Porto
- Copenaghen
- Rosenborg
- Djurgården
- Galatasaray
- Dinamo Kiev

### Altre squadre senza licenza
- FC Belgium (Club Brugge)
- Bruxelles (Anderlecht)
- Lisbonera (Benfica)
- Esportiva (Sporting Lisbona)
- FC Bosphorus (Beşiktaş)
- Constanti (Fenerbahçe)
- Peloponnisos (Olympiacos)
- Athenakos FC (Panathīnaïkos)
- Russia Rail FC (Lokomotiv Moscow)
- AC Czech (Sparta Praga)
- Caopolo (São Paulo)
- Sheffcor Domake (Shakhtar Donetsk)

### Altre squadre
I due seguenti club fittizi si trovano nel campionato "Altre Leghe B".
- PES United
- WE United